# Lingue italo-romanze
Le lingue italo-romanze (anche italoromanze) – o dialetti italo-romanzi, in senso sociolinguistico – sono un gruppo linguistico costituito dalle varietà romanze che convivono con l'italiano quale lingua tetto.
Queste sono spesso descritte come lingue sorelle dell'italiano, in quanto dialetti romanzi primari, ossia varietà indipendenti e coeve alla lingua italiana, sviluppatesi autonomamente a partire dal latino.
Vanno perciò distinte dagli italiani regionali, che sono le varietà locali della lingua italiana, da cui derivano, e che costituiscono dei dialetti romanzi secondari.

## Classificazione
Nella classificazione proposta da Giovan Battista Pellegrini, gli idiomi italoromanzi sarebbero costituiti da quelle «parlate della Penisola e delle Isole che hanno scelto già da tempo, come lingua guida l'italiano». Secondo la classificazione dei dialetti parlati in Italia proposta dal Pellegrini, come anche riportato da Carla Marcato, i dialetti italo-romanzi sarebbero:
- i dialetti del "sistema cisalpino", costituito da:[16]
  - il gallo-italico (piemontese, lombardo, emiliano-romagnolo)[17],
  - il veneto,
  - il ligure,
  - l'istrioto;
- il friulano[18][19].
- il toscano[20].
- i dialetti italiani centro-meridionali[21], suddivisi a loro volta in:
  - dialetti italiani mediani,
  - dialetti italiani meridionali o meridionali intermedi,
  - I dialetti italiani meridionali estremi[22];
- il sardo[19][23].

Secondo alcuni autori, all'interno dello spazio linguistico italo-romanzo sarebbe comunque possibile distinguere tre diversi livelli concentrici di appartenenza:
- i dialetti afferenti direttamente alla "lingua per elaborazione italiana" (ad es. fiorentino, senese, romanesco ecc.);
- le parlate "omoetniche" (ad es. piemontese, napoletano, siciliano ecc.);
- le parlate "periitaliane", comprendenti alcuni tra i dialetti "eteroetnici" diffusi sul territorio (ad es. sardo, friulano, ladino dolomitico ecc.).[24]

Nella classificazione proposta da Glottolog, gli idiomi italoromanzi sarebbero, invece, uno specifico ramo delle lingue italo-dalmate, rappresentato dalle seguenti parlate:
- gruppo dell'italiano meridionale continentale;
- gruppo dell'italiano;
- gruppo del siciliano.

## Critiche
Alcuni linguisti si posizionano in maniera critica rispetto al raggruppamento sistematico del Pellegrini, giacché andrebbe «contro i criteri maggioritari di classificazione delle lingue» escludendo dai criteri primari di classificazione la struttura dell'idioma (morfologia, fonetica, sintassi, lessico) e basandosi esclusivamente su criteri culturali e sociolinguistici aventi, quale unico punto di riferimento, la lingua italiana.
Nei manuali di linguistica adottati dalle maggiori università italiane, friulano, ladino e sardo non sono abitualmente inclusi nel gruppo italo-romanzo, essendone stata riconosciuta ormai da tempo a livello internazionale la loro individualità ed autonomia nell'ambito delle lingue romanze.
Gerhard Rohlfs non è ugualmente concorde con il Pellegrini nel considerare ladino, friulano e sardo come lingue appartenenti al gruppo italo-romanzo. Per Rohlfs, ladino, friulano e sardo possiedono una individualità strutturale e storica e assumono una posizione autonoma nell'ambito delle lingue romanze. Nella prefazione scritta alla edizione in lingua italiana della sua "Grammatica storica della lingua italiana e dei suoi dialetti" (1969), alla nota n.1, scrive infatti: «La Sardegna resta fuori dalla cornice di questa grammatica, come pure i dialetti del Friuli e delle Dolomiti, appartenenti al gruppo del ladino. Del pari non si sono trattati i dialetti provenzali e franco-provenzali del Piemonte occidentale».
Di pari opinione è Tullio De Mauro che, chiamato dal Parlamento italiano nel 1973 a predisporre una relazione delle comunità etnico-linguistiche da considerare "minoranze linguistiche", include (relazionando per iscritto tale inclusione) ladino, friulano e sardo tra le tredici minoranze linguistiche da lui selezionate; tale relazione è depositata nell'archivio del Parlamento italiano e disponibile al pubblico.
Secondo il glottologo italiano, Graziadio Isaia Ascoli, ladino dolomitico, friulano e sardo sono «varietà linguistiche autonome»; l'Ascoli riconobbe a esse «una grandezza idiomatica a sé stante» e pertanto le ritenne «divergenti dal sistema italiano vero e proprio» e «non peculiari all'Italia».